# Selschen

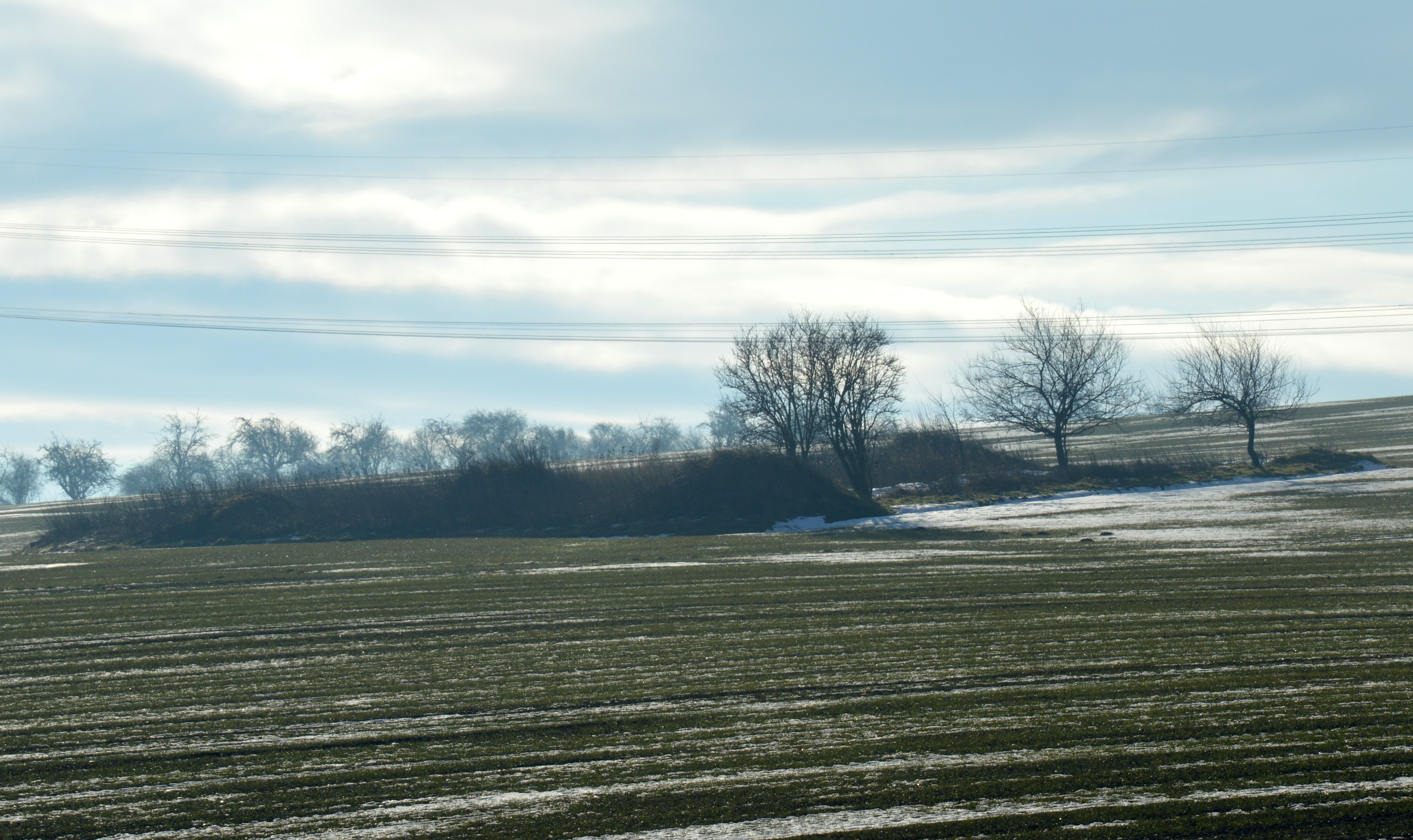
Blick von Nordwesten auf die Dorfstelle Selschen

Selschen ist eine Wüstung auf der Gemarkung der Gemeinde Ummendorf (Börde) in Sachsen-Anhalt.

## Lage
Das Gebiet der Wüstung befindet sich nördlich des Ummendorfer Ortsteils Neu Ummendorf, südlich des Seelschen Bruchs. Das Umfeld der Dorfstelle wird heute landwirtschaftlich genutzt.

## Geschichte
Das Dorf Selschen, auch als Selzen oder Seelschen bezeichnet, wurde erstmals 1196 urkundlich erwähnt. Weitere Erwähnungen erfolgten zwischen dem 13. und 16. Jahrhundert. Es war Sitz eines Archidiakonats des Bistums Halberstadt. Anfang des 16. Jahrhunderts wurde der Ort verwüstet. Die verbliebenen Bewohner siedelten sich in Ummendorf an.
Bei einem Durchzug französischer Truppen im Jahr 1813 war Selschen auf deren Karten noch eingetragen und wurde von ihnen vergeblich gesucht.
Die exakte Lage der Wüstung war in Vergessenheit geraten. Am 21. März 1973 entdeckte der Heimatforscher Karl Schlimme die genaue Lage des Orts wieder. am 2. November 1985 begannen unter Leitung von Heribert Stahlhofen Ausgrabungsarbeiten, die auch im September 1986 fortgesetzt wurden.
An der Dorfstelle sind noch Fundamentreste der Dorfkirche Selschen erhalten. Ein vom Anfang des 13. Jahrhunderts stammendes Sandsteinbecken in der Dorfkirche Ummendorf stammt vermutlich ursprünglich aus der Kirche von Selschen. Auch der ursprünglich an der Kirche befindliche Friedhof konnte lokalisiert werden.
Am nordwestlichen Ende Neu Ummendorfs wurde auf Veranlassung des Tierarztes und Historikers Albert Hansen ein an die Dorfstelle Selschen erinnernder Gedenkstein aufgestellt.